# Taraxacum schugnanicum
Taraxacum schugnanicum là một loài thực vật có hoa trong họ Cúc. Loài này được Schischk. miêu tả khoa học đầu tiên.